# 道の駅クレール平田
道の駅クレール平田（みちのえき クレールひらた）は、岐阜県海津市にある岐阜県道23号北方多度線の道の駅である。

## 概要
1999年（平成11年）8月27日に道の駅の登録を受けた上で、2000年（平成12年）1月12日にオープンした。
「クレール」（clair）とはフランス語で「明るい」という意味。岐阜県海津市にある、長良川の右岸の堤防上にある。地域で生産されるよもぎを使ったよもぎソフトクリーム、よもぎそばなどが知られている。
施設は水防拠点にもなっており、ヘリポートが設置されている。

## 沿革
- 2002年（平成14年）7月1日 - 農産物直売所での販売結果を生産者とやり取りするITを利用した情報システムを導入。
- 2003年（平成15年）7月 - 公衆無線LAN（FREESPOT）が稼動。
- 2017年（平成29年）8月1日 - 施設の老朽化にともなう改修工事により休館。同年11月25日にリニューアルオープンした[3]。

## 施設
- 駐車場
  - 普通車：68台
  - 大型車：17台
  - 身障者用 : 2台
- トイレ（いずれも24時間利用可能）
  - 男：大便器・2器、小便器・4器
  - 女：6器
  - 身障者用：1器
- 公衆電話
- テナント
- 物産館（売店）
- レストラン
- 情報交流館
- 無料休憩所
- 公園
- ヘリポート（緊急用）

## 休館日
- レストラン
  - 毎週火曜日（祝日の場合は翌日）
  - 年末年始
  - 1月第3 木曜日・金曜日
- 物産館
  - 1月1日

## アクセス
- 岐阜県道23号北方多度線 - 登録路線
  - 岐阜県道1号岐阜南濃線

## 周辺
- 千代保稲荷神社
- 木曽三川公園センター
- 養老公園
- 羽島温泉